# Vidrenjak
Vidrenjak es una localidad de Croacia en el municipio de Velika Ludina, condado de Sisak-Moslavina.

## Geografía
Se encuentra a una altitud de 116 m s. n. m. a 58,4 km de la capital nacional, Zagreb.

## Demografía
En el censo 2011, el total de población de la localidad fue de 552 habitantes.
| Gráfica de población de Vidrenjak 1857-2011                         |
|                                                                     |
| Según los censos de población de la oficina estadística de Croacia. |